# 横浜国際総合競技場
横浜国際総合競技場（よこはまこくさいそうごうきょうぎじょう、英: International Stadium Yokohama）は、神奈川県横浜市港北区の新横浜公園内にある陸上競技場兼球技場。施設は横浜市が所有し、横浜市スポーツ協会、横浜マリノス（横浜F・マリノス運営会社）、管理JV（ハリマビステム・東京ビジネスサービス・シンテイ警備・西田装美・協栄）共同事業体が指定管理者として運営管理を行っている。
横浜市西区に本社を置き、横浜F・マリノスのトップパートナーでもある日産自動車が命名権を取得しており、2005年（平成17年）3月1日より「日産スタジアム」（にっさんスタジアム、略称「日産ス」）の呼称を使用している（詳細は後述）。

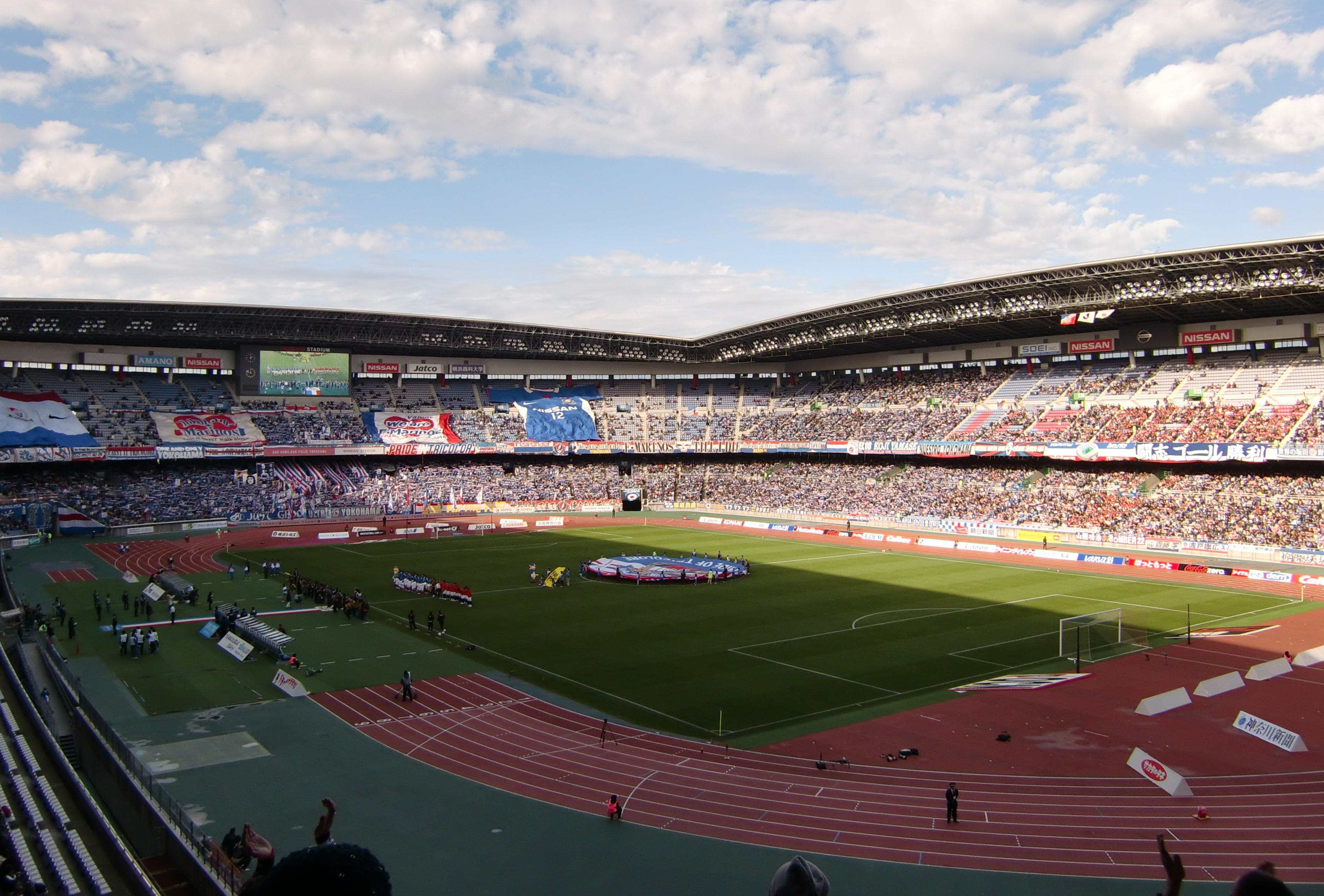
スタジアム内部

## 概要
建設省関東地方建設局（現：国土交通省関東地方整備局）が、1984年（昭和59年）に事業着手した「鶴見川多目的遊水地整備事業」に横浜市が共同事業者として「横浜総合運動公園（現：新横浜公園）整備事業」として参画し、その中核施設として建設された施設。神奈川県が主会場となった第53回国民体育大会秋季大会（かながわ・ゆめ国体）の主会場整備や2002 FIFAワールドカップ会場整備を念頭に1994年（平成6年）1月に建設着手し、約3年半の工期を経て1997年（平成9年）10月に竣工、翌1998年（平成10年）3月に供用開始した。日本国内最大の72,327席（二層式）の観客収容能力を誇る屋外多目的競技場でもある。建物高さは最高51.96 m、軒高43.86 m。
日本プロサッカーリーグ（Jリーグ）・横浜F・マリノスのホームスタジアムの1つであり、ホームゲームの多くを開催する。F・マリノスと同じく横浜市をホームタウンとする横浜FCやジャパンラグビーリーグワンの横浜キヤノンイーグルスもホームゲームを開催することがある。
2002 FIFAワールドカップ日本・韓国共同開催の決勝戦が開催された会場であり、同大会で日本代表がW杯初勝利を挙げた会場でもあった。また、FIFAクラブワールドカップ日本大会およびラグビーワールドカップ2019（RWC2019）日本大会の決勝戦の会場でもあった。

## 沿革

### 開場まで
- 1980年、建設省（現・国土交通省）が横浜市港北区内の鶴見川流域に多目的遊水池の整備を決定。
- 1990年、横浜市が多目的遊水池上に1998年秋季国民体育大会のメインスタジアムを含む総合運動公園の整備を決定。
- 1992年1月、横浜市が用地買収に着手。
- 1993年1月、2002 FIFAワールドカップ (2002年W杯)の日本国内開催候補地に決定。
- 1994年1月、スタジアム着工。
- 1996年10月、横浜市が2008年夏季オリンピック開催都市への立候補を表明（横浜オリンピック構想）。
- 1996年12月、2002年W杯の開催地に決定。
- 1997年3月、「横浜国際総合競技場」の名称が決定。
- 1997年4月、スタジアムの運営を横浜市スポーツ振興事業団へ委託。
- 1997年8月13日、日本オリンピック委員会 (JOC)での国内選考決選投票で大阪市に敗れ、オリンピック開催を断念。
- 1997年10月、スタジアム竣工。

### 開場からサッカーW杯開催まで
- 1998年
  - 3月1日、開場。こけら落しは第4回ダイナスティカップ・日本対韓国戦を開催（同日に中国対香港リーグ選抜戦も行われた）。
  - 3月21日、Jリーグでの初試合として横浜マリノス対横浜フリューゲルス（横浜ダービー）を開催。
  - 4月5日、日英学生ラグビー対抗戦開催。
  - 5月24日、キリンカップサッカー1998・日本対チェコ戦を開催。
  - 6月、小机競技場（補助競技場）が竣工。
  - 8月16日、Jリーグオールスターサッカー開催。
  - 10月24日、「かながわ・ゆめ国体」（第53回国民体育大会秋季大会）の開会式を開催（25日～29日には陸上競技会が、29日には総合閉会式を開催）。
  - 11月7日・8日、第34回全国身体障害者スポーツ大会「かながわ・ゆめ大会」を開催。
- 1999年
  - 4月25日、横浜FCが公式戦初試合（JFL・ジヤトコ戦）を開催。
  - 7月、「横浜国際総合競技場・横浜市スポーツ医科学センター及びスポーツコミュニティプラザ」としてBCS賞特別賞を受賞[5]。
  - 7月30日、J2第19節で川崎フロンターレが主催試合を行った。対戦相手は大宮アルディージャで、試合は2-1で川崎フロンターレが勝利を収めている。この試合は唯一横浜市外に本拠地があるチームが主催したJリーグ公式戦の開催である。
  - 8月6日、2002年W杯の決勝戦開催地に決定。
  - 8月28日・29日、初の音楽イベントとして、B'zが『B'z LIVE-GYM '99 "Brotherhood"』横浜公演を開催。
  - 9月15日、矢沢永吉が50歳バースデー記念ライブ『TONIGHT THE NIGHT!』を開催（以後、音楽イベントの利用はワールドカップ後に再開された）。
- 2000年
  - 5月 - 8月、ワールドカップ日韓大会に備えた芝生の張替え・生育を行うため一旦使用中止。この期間中の横浜FM主催ゲームは三ツ沢公園球技場を使用した。
  - 9月、スーパー陸上を開催（以後2007年まで毎年開催）。
  - 12月2日、Jリーグ 2000チャンピオンシップ第1戦 横浜FM対鹿島アントラーズを開催。
- 2001年
  - 1月、大阪市が誘致していた2008年オリンピックのサッカー会場として協力することを公表（大阪オリンピック構想）。
  - 3月、スタジアムの観客席を増席する（70,564席→72,327席）。
  - 6月、FIFAコンフェデレーションズカップ2001の準決勝・決勝を開催。
  - 12月、JリーグよりJリーグアウォーズにおいて、「J1ベストピッチ賞」の第1回受賞スタジアムとなる。

- 2002年

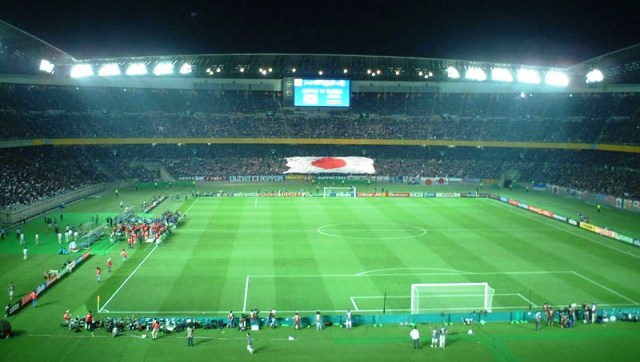
2002年6月9日 日本vsロシア

  - 6月9日、2002年W杯のグループリーグ、日本対ロシアを開催し、日本がワールドカップ本大会初勝利を挙げた。
  - 6月11日、同大会グループリーグのアイルランド対サウジアラビアを開催。
  - 6月13日、同大会グループリーグのクロアチア対エクアドルを開催。
  - 6月30日、同大会決勝のドイツ対ブラジルを開催し、ロナウドの2ゴールでブラジルが5度目の優勝を飾った。

### サッカーW杯開催後
- 2002年
  - 8月24日、国際知的障害者スポーツ連盟 (INAS-FID)主催のサッカーINAS-FID世界選手権・決勝を開催。
  - 8月30日・31日、B'zが『B'z LIVE-GYM 2002 "GREEN 〜GO★FIGHT★WIN〜"』横浜公演を開催。W杯開催後最初の音楽イベントとなった。
  - 12月、第23回トヨタ ヨーロッパ/サウスアメリカ カップ（通称・トヨタカップ）・レアル・マドリード（スペイン）対オリンピア・アスンシオン（パラグアイ）を開催。以後2004年まで開催された。
- 2003年
  - 4月24日、W杯記念施設を整備し、スタジアム・ツアーを開始。
  - 8月23日・24日、SMAPが『SMAP'03 MIJ TOUR』横浜公演を開催。
  - 8月30日・31日、サザンオールスターズが『流石(SASが)だ真夏ツアー! あっっ!生。だが、SAS! 〜カーニバル出るバニーか!?〜』横浜公演を開催。
  - 10月16～19日、エホバの証人の国際大会が開催される。
  - 11月29日、J1・2ndステージ最終節で横浜FMがジュビロ磐田を下し、2003年のJ1完全優勝を達成。
  - 12月10日、第1回東アジアサッカー選手権を開催。

- 2004年
  - 5月5日、新横浜公園スケボー広場開設。

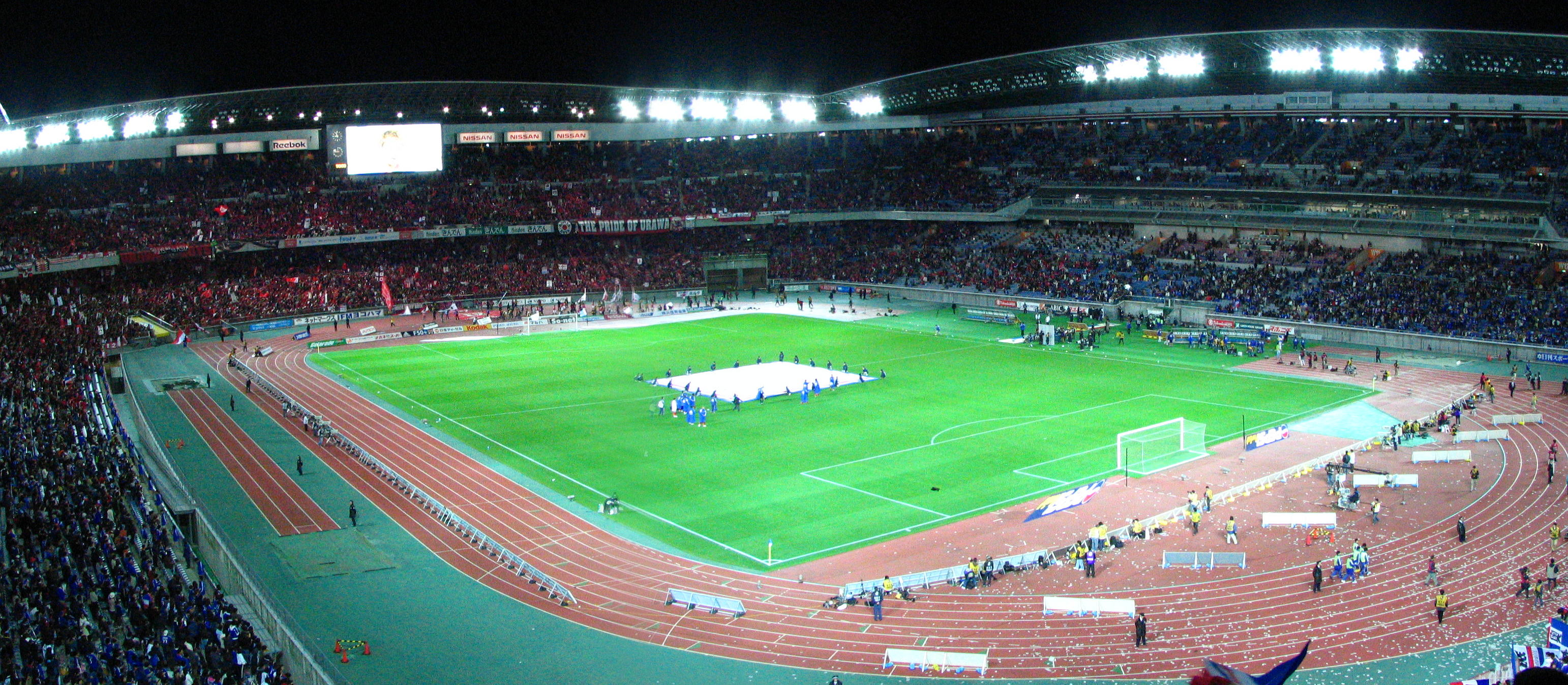
最大観客数を記録した横浜FM - 浦和の試合 (2004年12月5日)

  - 7月24日・25日、ウドー音楽事務所主催のロック・フェスティバル『POCARI SWEAT BLUE WAVE THE ROCK ODYSSEY 2004』が大阪ドームと同時開催され、エアロスミスと矢沢永吉がそれぞれヘッドライナーを務めた。
  - 8月22日、しんよこフットボールパーク開設。
  - 9月11日・12日、Mr.Childrenが『Mr.Children Tour 2004 シフクノオト』横浜公演を開催。
  - 10月7日、横浜市と日産自動車が命名権売買の契約成立を発表。
  - 10月9日、台風22号による鶴見川の増水に対し、多目的遊水池の機能を初めて発動した。鶴見川から150万m³を貯水し、同川下流域の水位を1.5m下げて洪水防止に効果を発揮した。この時は競技場の地下駐車場、小机競技場、しんよこフットボールパークなどが水没した。
  - 12月5日、Jリーグ 2004チャンピオンシップ第1戦 横浜FM対浦和レッズを開催。1-0で横浜が勝利。観客数64,899人は当時のJリーグ最多観客動員記録。
- 2005年
  - 2月26日、XEROX SUPER CUP (現: FUJI XEROX SUPER CUP) 横浜FM対東京ヴェルディ1969を開催。

### 命名権（ネーミングライツ）導入後
- 2005年
  - 3月1日、日産自動車との命名権契約開始に伴い、「日産スタジアム」に改称（契約期間は2010年2月28日まで）。また、併設施設である小机競技場及びスポーツコミュニティプラザもそれぞれ「日産フィールド小机」・「日産ウォーターパーク」に改称。
  - 6月12日、プレシーズンマッチとして横浜F・マリノス対FCバルセロナ（ スペイン）を開催。7月30日には同カードを再び開催。
  - 7月23・24日、ゆずが『YUZU STADIUM 2005 GO HOME』開催。
  - 8月6日・7日、SMAPが『SMAPとイク? SMAP SAMPLE TOUR FOR 62DAYS.』横浜公演を開催。
  - 8月17日、2006 FIFAワールドカップ・アジア最終予選 日本対イランを開催。
  - 10月28日～30日、第36回ジュニアオリンピック陸上競技大会を開催。
  - 12月18日、FIFAクラブ世界選手権2005（通称・新生トヨタカップ）決勝・サンパウロFC（ブラジル）対リヴァプールFC（イングランド）戦を開催。以後2008年まで開催された。
- 2006年
  - 2月26日、横浜ダービーとしては8年ぶり、両クラブのトップチームの対戦としては初となる横浜FM対横浜FCをプレシーズンマッチとして開催。
  - 4月21日、伊豆半島東方沖を震源とする地震で、西ゲート前広場などでのモルタル片・コンクリート片の落下、天井の亀裂などが確認。港北区では震度3を記録していた。
  - 5月28日、第1回日産スタジアムサイクルパークフェスティバル開催。
  - 6月30日、東京都庁を中心とした2016年夏季オリンピックの東京招致本部（2016年東京オリンピック構想）、JOCに開催概要計画書を提出。サッカー競技の会場として当スタジアム（横浜国際競技場名義）が含まれた。
  - 8月12日・13日、SMAPが『Pop Up! SMAP - 飛びます!トビだす!とびスマ? TOUR -』横浜公演を開催。
- 2007年
  - 1月4日、スタジアムや横浜市スポーツ医科学センターの施設を利用して陸上競技選手の育成や普及活動を行う「日産スタジアム・アスレティックスアカデミー」（NSAA）を開校（代表は高野進）。
  - 4月14日、横浜FCがJ1昇格後、初の公式戦開催（第6節、横浜FC 0-1 鹿島アントラーズ）。
  - 8月11日、当スタジアムで9年ぶりに、Jリーグでの横浜ダービー開催（第19節、横浜FM 8-1 横浜FC）。
  - 9月8・9日、Mr.Childrenが『Mr.Children "HOME" TOUR 2007 -in the field-』横浜公演を開催。
  - 12月1日、J1最終節（第34節）、最下位（18位）の横浜FCが首位の浦和レッズを1-0で下す。J2降格が決まっていた横浜FCはJ1で21試合ぶりの勝利、敗れた浦和はJ1優勝を逃す。
  - 12月13日、FIFAクラブワールドカップ2007の準決勝で当スタジアムでの試合に日本のクラブで初めて浦和レッズが出場。ACミランと対戦し、1-0でACミランが勝利。
- 2008年
  - 2月23日、第1回日産スタジアム駅伝大会を開催。
  - 4月12日、「日産スタジアムデー」として、開場10周年の記念イベントを開催（横浜F・マリノス対柏レイソルに合わせて実施）。ほかにも様々な10周年記念企画を実施。
  - 6月2日、2010 FIFAワールドカップ（W杯南アフリカ大会）のアジア3次予選、日本対オマーンを開催。
  - 6月7日、サッカーのチャリティーマッチ『TAKE ACTION! 2008 +1 FOOTBALL MATCH』が開催。提唱者の中田英寿は2006年の現役引退以来、初めて日本の有料試合でプレーした。
  - 8月16日・17日・23日・24日、サザンオールスターズが無期限活動休止前最後となるコンサート『サザンオールスターズ 『真夏の大感謝祭』 30周年記念LIVE』開催。スタジアム開場以来初となる同一ミュージシャン4日間公演が行われた。
  - 9月20・21日、B'zが『B'z LIVE-GYM Pleasure 2008 -GLORY DAYS-』横浜公演を開催。
- 2009年
  - 2月11日、2010 FIFAワールドカップ・アジア最終予選・日本対オーストラリアを開催。
  - 6月10日、2010 FIFAワールドカップ・アジア最終予選・日本対カタールを開催。
  - 7月28日、ラグビーワールドカップ2019の日本開催が決定（同年9月6日開幕、10月20日決勝予定）。大会招致活動で提出した資料の中に、日産スタジアムが開催地の一つとして記載される。
  - 8月15日・16日、GLAYが『GLAY 15th Anniversary Special Live 2009 THE GREAT VACATION in NISSAN STADIUM』を開催。
- 2010年
  - 3月1日、横浜市と日産自動車が新たな命名権契約を締結し、「日産スタジアム」・「日産フィールド小机」・「日産ウォーターパーク」の名称使用が継続（契約期間は2013年2月28日まで）。
  - 8月5日・6日・9月11日・12日、EXILEが『EXILE LIVE TOUR 2010 FANTASY』横浜公演を開催。
  - 8月14日・15日、X JAPANが『X JAPAN　WORLD TOUR Live in YOKOHAMA 超強行突破 七転八起 ～世界に向かって～』を開催。バンドにとって初となる単独野外ライブとなった。
- 2011年
  - 3月11日、東北地方太平洋沖地震（東日本大震災）発生。スタジアム自体には大きな被害はなかったが、翌12日に予定されていた横浜F・マリノスのJ1ホーム開幕戦は延期。
  - 3月13日、大型映像装置リニューアル（高輝度LED式大型映像装置2基）。
  - 4月16日、横浜市民向けの企画として、『日産スタジアムの“芝生”でプレーしよう+東日本太平洋沖地震チャリティイベント』を開催[6]。
  - 4月29日、横浜F・マリノス対清水エスパルス戦で、J1リーグ戦での使用が再開。
  - 11月23日、来場者も参加して、第九などを合唱するイベント『ウタジアム!!』を開催[7]。
- 2012年
  - 5月12・13日、L'Arc〜en〜Cielが『20th L'Anniversary WORLD TOUR 2012 THE FINAL』横浜公演を開催。
  - 9月1日、矢沢永吉が『EIKICHI YAZAWA 40th ANNIVERSARY LIVE 「BLUESKY」』を開催。
  - 11月23日、ジュンス (KIM JUNSU)率いる韓国芸能人サッカーチーム「FC MEN」が、日本タレントサッカーチーム「FC JAPAN ALL TALENTS」と対戦した東日本大震災チャリティーマッチ『FC MEN JAPAN FIGHT VOL.2 FC MEN JAPANドリームマッチ 〜in YOKOHAMA』を開催。試合前には『K-POP KIZUNA CONCERT』も開催された。
- 2013年
  - 3月1日、横浜市と日産自動車が契約金を減額した上で新たな命名権契約を締結し、「日産スタジアム」・「日産フィールド小机」・「日産ウォーターパーク」の名称使用が継続（契約期間は2016年2月29日まで）。
  - 6月8日、AKB48が姉妹グループのSKE48・NMB48・HKT48とともに『AKB48 スーパーフェスティバル 〜日産スタジアム、小っちぇっ! 小っちゃくないし!!〜』を開催。その第2部として『AKB48 32ndシングル 選抜総選挙〜夢は一人じゃ見られない〜』の開票イベントが行われた。
  - 8月4日、ももいろクローバーZが『ももクロ夏のバカ騒ぎ WORLD SUMMER DIVE 2013.8.4 日産スタジアム大会』を開催。通常のコンサート時はアリーナ席として使用されるフィールド部分をステージ演出として使用[8]。
  - 8月10日・11日、サザンオールスターズが活動再開後初となるコンサート『SUPER SUMMER LIVE 2013「灼熱のマンピー!! G★スポット解禁!!」』横浜公演を開催。
  - 8月17日・18日、東方神起が『東方神起 LIVE TOUR 2013 〜TIME〜 FINAL in NISSAN STADIUM』を開催。海外アーティスト初の単独公演となった。
  - 9月21日・22日、B'zが『B'z LIVE-GYM Pleasure 2013 -ENDLESS SUMMER-』横浜公演を開催。2日間で延べ15万人の観客を動員し、1公演の観客動員数（75,000人）は日産スタジアム史上最多観客動員となった[9]。
  - 11月30日、この日開催されたJ1第33節・横浜F・マリノスvsアルビレックス新潟の試合の入場者数が62,632人となり、Jリーグ最多入場者数記録を更新する[10]。
- 2014年
  - 12月13日、同年に閉鎖された国立競技場（旧）の代替として、天皇杯全日本サッカー選手権大会決勝が開催。
- 2015年
  - 12月1日、横浜市と日産自動車が新たな命名権契約を締結し、「日産スタジアム」・「日産フィールド小机」・「日産ウォーターパーク」の名称使用が継続（契約期間は2021年2月28日まで）。
- 2019年
  - 11月2日、ラグビーワールドカップ2019の決勝が開催された。これにより2007年大会のスタッド・ド・フランスに次いで、サッカーとラグビー双方のワールドカップ決勝戦地となった2例目の競技場である。決勝戦では70,103人の入場者数を記録し、当地開催のスポーツイベントの最多入場者記録を達成した。
  - 12月7日、J1リーグ第34節・横浜F・マリノスvsFC東京が開催され、63,854人の入場者数を記録しJリーグ最多入場者数記録を更新した[11]。
- 2021年
  - 2月26日、横浜市と日産自動車が契約金を減額した上で新たな命名権契約を締結し、「日産スタジアム」「日産フィールド小机」「日産ウォーターパーク」の名称使用が継続（契約期間は2026年2月28日まで）。
  - 8月6日、2020年東京オリンピックのサッカー競技・女子の決勝戦、翌7日には同競技・男子の決勝戦がそれぞれ開催される。なお、女子の決勝戦については、当初東京の国立競技場（新）で日本時間（JST）11:00キックオフの予定だったが、日中の猛暑による選手への影響が懸念されたことから、本競技場で日本時間（JST）21:00キックオフに変更された。
- 2022年
  - 5月14日・15日、乃木坂46が『乃木坂46 10th YEAR BIRTHDAY LIVE』を開催。2日間で14万人を動員し、グループ史上最大規模のライブとなった[12]。
- 2023年
  - 7月29日、UVERworldがバンド史上最大規模の『UVERworld premium THE LIVE at NISSAN STADIUM』、翌30日には『UVERworld KING’S PARADE 男祭りREBORN at NISSAN STADIUM 6 VS 72000』を開催。30日の公演は日産スタジアム初の男性限定イベントとなり、当時自身が持っていた男性限定ライブの動員数日本記録である45,000人（2019年12月20日 - 東京ドーム）を大幅に更新する70,000人の動員を記録した。

## 施設
鶴見川の多目的遊水池との共同事業で整備されたスタジアムであり、スタジアム自体にも遊水池機能を備える。北側を流れる鶴見川の増水時には、西側（上流側）の越水堤から水が流れ込む。大雨で遊水池機能を発現させるために、スタジアムから観客が15分以内で避難できるようにスタジアムの周囲はペデストリアンデッキ（人工地盤）で覆われている。延べ床面積は172,758平米。

### スタンド
スタジアム本体は7階建てで、1階が遊水池機能を兼ねた駐車場、2・3階がスタジアム業務エリア、4階より上が観客席となっている。本体の建設にあたっては、工期短縮を図るために工場制作された約58,000個のプレキャストコンクリート部材を現地で組み合わせる工法（PC圧着工法）が採用されている。
スタンドは2層構造になっており、立ち見席はなく、全ての席に背もたれ付きの椅子が用意されている。4階と7階がそれぞれのスタンドの最下部にあたる（5階が1層目スタンド上部、6階はコンコース）。バックスタンドには水色地に赤色で文字が入っているが、開設当初は2階席のみに「YOKOHAMA」の文字が入っていた。命名権取得時に2階席に「NISSAN」、1階席には「STADIUM」の文字が入った。現在、2層目の客席は多数の観客が見込まれるイベント時に限って開放されている。
両サイドの高層スタンド上部に幅約22.5 m×高さ9 m大型映像装置（三菱電機製オーロラビジョン）が2基設置され、ほとんどの客席から映像が確認できる。メインスタンド及びバックスタンドの低層後部は、大型スクリーンが2階席の陰になるが、頭上にモニターを設置してあるので、映像は確認できる。また、大型スピーカーによる音響設備も準備されている。
スタジアム全周を屋根が覆い、観客席は4分の3が屋根に覆われている。低層スタンド前部を除き雨でも濡れない配慮をしているが、こけら落しのサッカー日韓戦では荒天になり、スタンドに吹き込んだ風によって多くの観客が強い風とみぞれにさらされた。
2012年度から当スタジアムでのF・マリノス主管試合においては客席は全面禁煙となる。元々スタンドの5・7階コンコースに喫煙所があったが、「神奈川県公共的施設における受動喫煙防止条例」に則り、特に子供や禁煙者などの健康被害抑制に努めるための処置として、スタジアム外の4箇所に喫煙所を設け、スタンド・コンコースは全面禁煙とすることを決めた。
スタジアム内2階東ゲート側には横浜市スポーツ医科学センターが開設されており、リハビリ医療機能を持つメディカルゾーンのほか、器械体操やフィットネス施設、プールなどが設置されている。同じ場所には市民のレクリエーション施設としてスポーツコミュニティプラザ（日産ウォーターパーク）も開設され、レジャープールやクアハウス機能が整備されている。

### フィールド

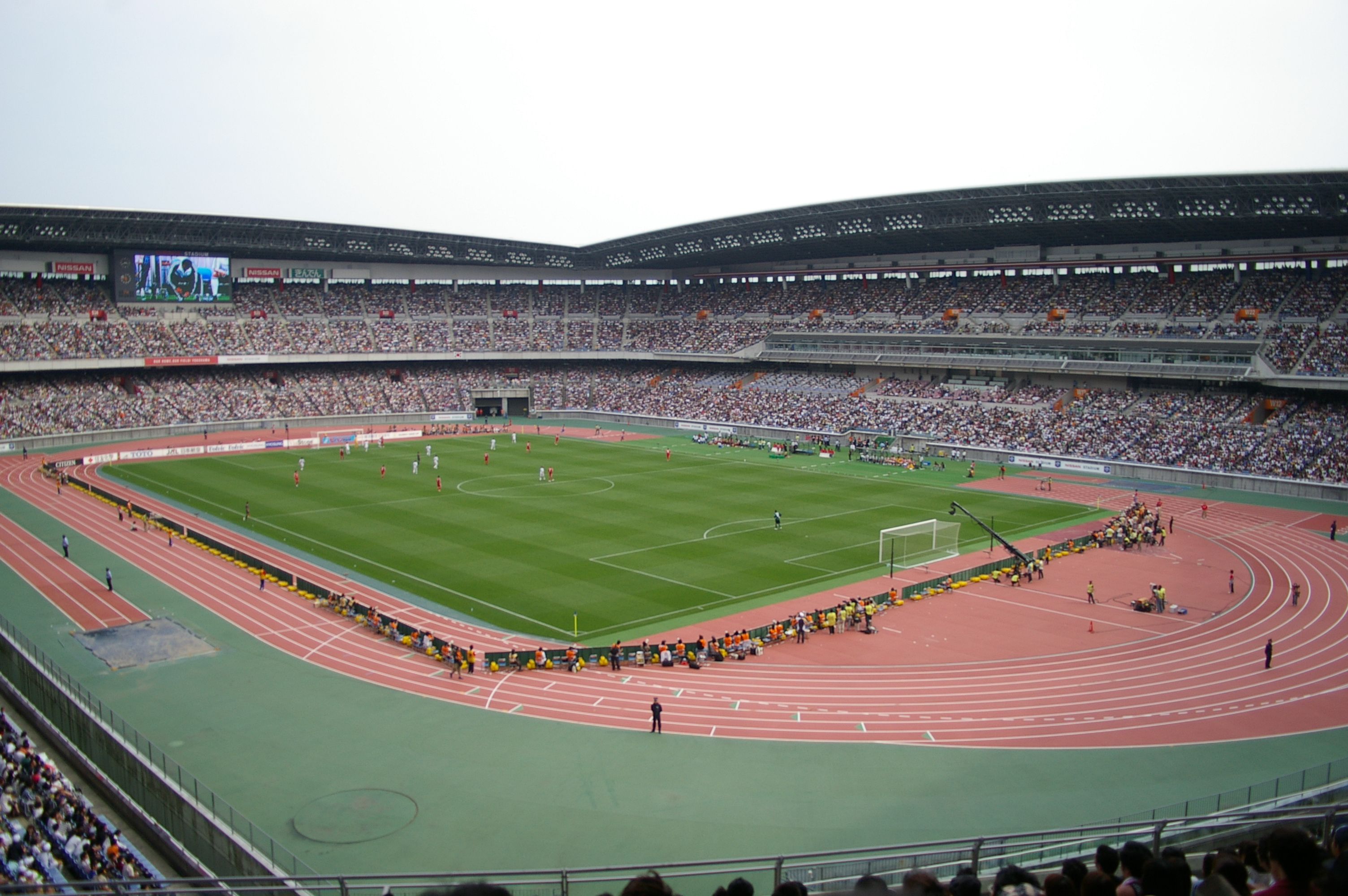
場内ピッチ。

ピッチは競技場の3階レベルにあり、地上面より高い位置にある。
陸上トラックは9レーンの1周400 m、直線100 mのコースがあり、日本陸上競技連盟第1種公認・世界陸上競技連盟クラス2公認の陸上競技場となっている。全天候型のトラックはウレタン舗装がなされ、選手に配慮されている。また、陸上トラック上を起終点とし、マラソンゲートを出入り点として新横浜公園内を周回するコースが、日本陸連公認のハーフマラソンコースとなっている。なお、サッカーの試合ではトラックが人工芝によって隠される場合がある（日本代表の国際AマッチやFIFAクラブワールドカップ、F・マリノスのホームゲームなど）。トラックを露出する場合でもメインスタンド側には人工芝を敷く。
サッカー・フィールドは天然芝となっている。 芝生の下80cmは、植木鉢のようになっていて、その下は空洞になっており、下30cmの所に温水パイプが通っていて地温を制御していることやグリーンキーパーの丹精込めた手入れにより、年中良質な天然芝環境維持に努めている。
2001年6月7日､日韓コンフェデ杯準決勝第1試合日本対オーストラリア戦では、目を開けていられないほどの集中豪雨の中で行われた。しかし、ピッチには水がたまらず良好なピッチコンデションを保ち続けたため、FIFAから「最高レベルの国際的競技に相応しい会場」と称賛された。
2001年・2010年・2011年・2012年とJリーグベストピッチ賞を受賞している。
なお、トラックの外周には堀が作られており観客のスタンド乱入防止策となっている。スタンドの最前列には樹脂ボードの壁があり、観客が転落してしまう場合を考慮している。

### 競技場周辺
- 北ゲート前には1998年の第53回国民体育大会で使用された炬火台「Rising Rose, Rising Iris」があり、高さは19.98 m。川上喜三郎が設計した。
- 付属競技場として小机競技場（日産フィールド小机）が整備され、400 mトラックやフィールドなどの施設がある（日本陸上競技連盟第3種競技場）。総合競技場での大規模な大会のサブトラックとしての利用に加え、競技場単独としてもサッカー（高校生年代の高円宮杯 JFA U-18サッカープリンスリーグ関東など）やラグビーなどで使用されている。
- 2004年にはスケートボード用の「新横浜公園スケボー広場」や人工芝コートの「しんよこフットボールパーク」が開場している。しんよこフットボールパークはJリーグや大規模イベント開催の際の駐車場を兼用している。
- スタジアムの東側には、横浜市が総合保健医療センター、総合リハビリセンター、障害者スポーツ文化センター（横浜ラポール）を整備し、横浜労災病院と合わせてスタジアムの医療保健機能と連携している。

- 北東側の上空から見た競技場とその周辺。画面中央、白銀色の屋根がかかっている施設が横浜国際総合競技場。その右側にある茶色のトラックの 施設が小机競技場。左上に新横浜駅周辺のビル群があり、競技場との間には鳥山川が流れる。右端中央部に小机駅。下端は鶴見川（右側が上流）とその河川敷。
- 南東側から見た横浜国際競技場の航空写真

## 命名権（ネーミングライツ）

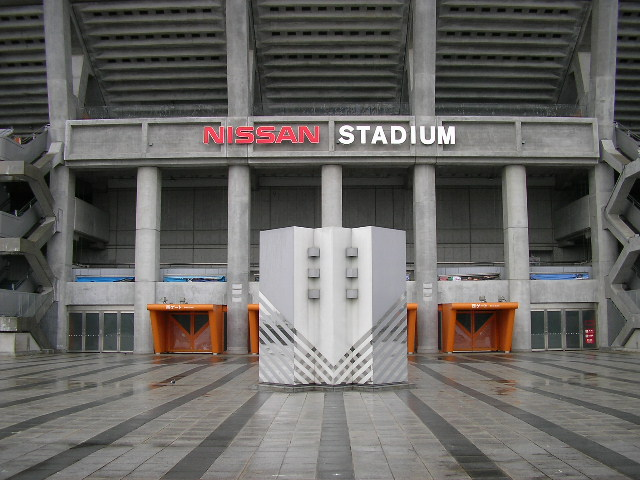
メインスタンド出入口。

横浜市は2003年から、新横浜公園内各施設について命名権のスポンサー企業を募集していた。2004年10月7日、市は日産自動車と5年間総額23億5,000万円の条件で契約に合意し、翌2005年3月1日から、公園内にある3施設（横浜国際総合競技場、小机競技場、スポーツコミュニティプラザ）の呼称をそれぞれ「日産スタジアム」「日産フィールド小机」「日産ウォーターパーク」とすることが決まった。市はこの命名権売却により、年間4 - 5億円にのぼる維持費の赤字解消を試みた。一方、日産は本社機能を2010年までに（これまでの東京都中央区から）横浜市中心部のみなとみらい地区へ移転するため、命名権の取得によって、総合競技場をホームとする横浜F・マリノスとの相乗効果による地域密着のアピールを狙った。
2009年8月、日産自動車は2010年3月以降の新規契約進捗状況について「厳しい経営環境により、現在の契約金額では（契約を）更新できない」と発表した。市は同年9月から命名権のスポンサーを募ったが〆切までに応募した団体・企業がなかったため、同年10月下旬より契約希望額を9月時に提示していた半額である（年間）1億5千万円に引き下げて再公募を行った結果、11月25日に日産自動車が再公募に参加したことを明らかにした。他に公募に参加した企業はなく、従来の契約の終了日の翌日に当たる2010年3月1日、横浜市と日産自動車は年額1億5000万円の3年契約を新たに交わし「日産フィールド小机」「日産ウォーターパーク」とともに「日産スタジアム」の名称が継続される事になった。その後、契約延長により同名称が継続されている。
2015年12月2日、横浜市は日産自動車と2016年3月以降の命名権を5年契約で更新することを明らかにした。契約期間は2021年2月28日までで、契約金額は従来と同じ年額1億5000万円。2021年にも2026年2月末までの5年契約を更新しているが、2021年から3年間は年額1億円、2024年から年額1億5000万円となる変額契約となった。
なお、国際サッカー連盟（FIFA）やワールドラグビー（WR）、アジアサッカー連盟（AFC）などによるクリーンスタジアム規定が適用される場合は、スタジアム名称のみならず周辺地域（基本的に新横浜公園の区域内）についても命名権名称をはじめとするスポンサー名称が除外される措置が執られている。

## 課題
- 当スタジアムを「球技場」として利用する場合、ピッチ外周に陸上トラックがあることに加え、更にその外周に水壕障害や跳躍用走路をはじめとするスペースがあることからピッチとスタンドの距離が非常に遠く、加えて（陸上競技場としての特性もあり）低層スタンドの傾斜が緩いこともあって、試合観戦環境が良くなく臨場感に欠けるとの指摘がある[24]。こういったこともあり、サッカー日本代表の公式戦（FIFAワールドカップ予選など）は収容人数では当スタジアムより劣るものの球技専用スタジアムである埼玉スタジアム2002を多用する傾向がある。
- 総工費が約600億円の巨大施設であるため、Jリーグや陸上などのスポーツ大会だけでは運営が難しい。そこで、芝への影響を考慮しながらもコンサート会場としての利用やスタジアムツアー、スポーツ教室やウェディングイベントの開催などで、収益や市民への認知度向上に努めている。
- 観戦客からは供食設備への要望があったため、場内売店の入れ換えやF・マリノス主催試合開催時に場外フードコート設置が進められた[注 1]。

## 各種大会・イベント実績

### 毎年開催の大会実績
- チビリンピック（5月5日）
- 日産スタジアムサイクルパークフェスティバル feat.BikeNavi（10月上旬）
- 全国高等学校駅伝競走大会神奈川県予選（11月上旬）
- 日産スタジアム駅伝大会（2月下旬）
- 横浜市立小学校体育大会（10月中旬 - 11月上旬の4日）
- 桐蔭学園体育祭（10月下旬または11月上旬）

### 各種大会実績
- FIFA（国際サッカー連盟）主管サッカー国際試合
  - FIFAコンフェデレーションズカップ2001 (2001年)
  - 2002 FIFAワールドカップ (2002年)
  - FIFAクラブワールドカップ (CWC, 2005年 - 2008年、2011年・2012年、2015年・2016年)
  - トヨタ ヨーロッパ/サウスアメリカ カップ（トヨタカップ）(2002年 - 2004年)
  - 東アジアサッカー選手権2003 (2003年)
- サッカー日本代表強化試合（キリンチャレンジカップ、1999年、2002年、2004年 - 2007年、2009年〜2010年、2013年 - 2015年、2017年 - )
- サッカー国際親善試合
  - ダイナスティカップ (1998年)
  - キリンカップサッカー (1998年 - 2000年、2004年、2011年)
- Jリーグ・スーパーカップ (2005年、2011年、2015年 - 2017年、2022年)
- 陸上
  - スーパー陸上 (2000年 - 2007年)
  - 日本陸上競技選手権リレー競技大会 (2006年 - 2017年)
  - 2019年IAAF世界リレー大会 (2019年)
  - ゴールデングランプリ陸上 (2023年)
  - 全国高等学校陸上競技対校選手権大会 (2027年予定)
- その他競技
  - 第53回国民体育大会（かながわ・ゆめ国体）(1998年)
  - ラグビーワールドカップ2019 (RWC, 2019年)

### コンサート・イベント実績
競技場をコンサート会場として使用する場合、要する面積の差から、アリーナ席を設ける。既存席にアリーナ席を足した最大収容人数はおよそ75,000人となり、これはコンサート開催実績のある常設の施設としては日本最大である。また芝生保護の観点から、コンサート開催翌週まではJリーグ公式戦を実施しない。その間、横浜F・マリノスのホームゲームはニッパツ三ツ沢球技場（三ツ沢公園球技場）での開催となる。コンサートの杮落とし公演は、1999年8月28日のB'zの公演。
当スタジアムでコンサート・音楽イベントを開催したのは、以下の通り。スタジアム初使用順に掲載。赤色の年は開催予定であることを表す。

#### コンサート
- B'z（1999年、2002年、2008年、2013年、2018年、2023年）※最多公演回数（12回）
- 矢沢永吉（1999年、2012年）
- SMAP（2003年、2005年、2006年）
- サザンオールスターズ（2003年、2008年、2013年）
- Mr.Children（2004年、2007年、2011年、2015年、2017年、2022年）※最多公演回数（12回）
- ゆず（2005年）
- GLAY（2009年）
- EXILE（2010年）
- X JAPAN（2010年）
- L'Arc〜en〜Ciel（2012年）
- AKB48グループ（2013年[注 2]）
- ももいろクローバーZ（2013年、2014年、2016年）
- 東方神起（2013年、2018年）※最多連続公演記録（3日間、2018年6月8日 - 10日）
- SEKAI NO OWARI（2015年）
- 福山雅治（2015年）
- BUMP OF CHICKEN（2016年）
- ケツメイシ（2016年）
- 藤井風（2021年[注 3]、2024年）
- 乃木坂46（2022年）
- 関ジャニ∞（2022年）
- King Gnu（2023年）
- UVERworld（2023年）
- SEVENTEEN（2024年）
- TWICE（2024年）※海外女性アーティストとしては初めて
- Official髭男dism（2025年）
- Snow Man（2025年）
- ONE OK ROCK（2025年）

#### 音楽イベント
- 『POCARI SWEAT BLUE WAVE THE ROCK ODYSSEY 2004』（2004年[注 4]）

## アクセス

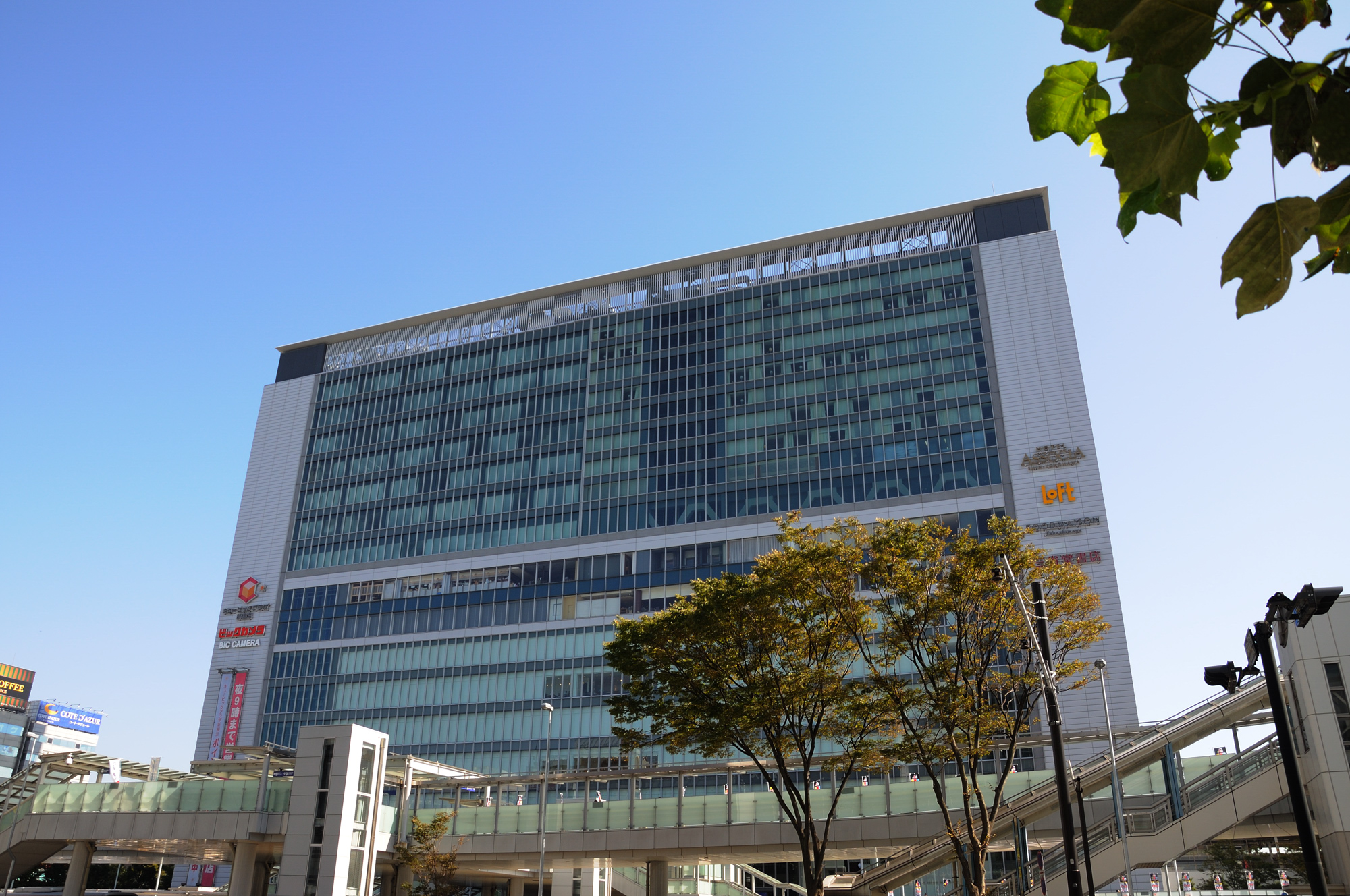
新横浜駅

### 鉄道
- 新横浜駅 - JR東海道新幹線・JR横浜線・横浜市営地下鉄ブルーライン・相鉄新横浜線・東急新横浜線（徒歩12 - 14分）
  - スタジアムへのメインルートとして位置付けられ、鳥山川を渡った地点からメイン・バック両スタンドへ上がる専用歩道などが整備されている。
- 小机駅 - JR横浜線（徒歩7分）
  - スタジアムの南側を通る道路をスロープ付きの歩道橋で超える。
  - 北サイドスタンド（ホーム側）や日産フィールド小机（小机競技場）に近く、駅名標に「日産スタジアム下車駅」と記載している。

### バス
いずれも「日産スタジアム前」バス停で下車。
- 綱島駅・新羽駅から東急バス綱72系統に乗車。
- 仲町台駅から横浜市営バス300系統に乗車。
- 溝の口駅から東急バスの直行バス新横浜駅行きに乗車。
  - イベント開催時には臨時便が運行される場合もある。
  - FIFA/WR主催の国際大会などでは「日産スタジアム」の名称は使われず「横浜国際総合競技場」として利用されるが、バス停の名称は「日産スタジアム」のままのため、公式プログラムなどではバスによるアクセスの案内はなされない。

### 自動車
競技場の下層部の駐車場、あるいは競技場付近のコインパーキングを利用。横浜F・マリノスのホームゲームの場合はスタジアム内の駐車場については各試合ごとに「駐車券」を販売し、その所持者のみにスタジアム内の駐車場利用を認めている。また、車いす利用者席とSSS席（最高額席）の年間席購入者には別途スタジアム駐車券を配布している。サッカー日本代表戦などでは、車いす利用者かプレミアムシート（高額席）の購入者のみにスタジアム内の駐車場利用を認めている。
スタジアム周辺は以下の一般道路が近接している。
- 神奈川県道13号横浜生田線 - スタジアムや小机競技場を西側に迂回する形で走る。スタジアム南側、JR横浜線と交差する新羽踏切の先で横浜上麻生線に合流。
- 神奈川県道12号横浜上麻生線 - スタジアムから見てJR横浜線の南側を走る。
- 横浜市道新横浜元石川線 - 新横浜駅北口の駅前大通り、スタジアムの北側を走る。
- 宮内新横浜線

有料道路の最寄りインターチェンジは首都高速神奈川7号横浜北線の新横浜出入口であり、スタジアムとは鶴見川に架かる亀甲橋の対岸に位置する。このほか、約1.5 kmの距離に第三京浜道路の港北ICも存在する。

### 自転車・二輪車利用
スタジアムの管理駐車場横など、周辺5カ所に駐輪場が設けられている。日本代表戦などの大規模試合時でも各駐輪場の利用規制はされていない。